# Aubertin Walter Sothern Mallaby
Aubertin Walter Sothern Mallaby (12 dicembre 1899 – Surabaya, 30 ottobre 1945) è stato un militare britannico, la sua morte fu l'incidente che fece esplodere la battaglia di Surabaya durante la guerra d'indipendenza indonesiana. All'epoca della sua morte, Mallaby era il Comandante della 49th Indian Infantry Brigade.

## Biografia
Nato il 12 dicembre 1899 da William Calthorpe e Katharine Mary Francis Mallaby, entrò come cadetto alla scuola militare Wellington Cadet College nei pressi dei Niligiri, in India. Entrò a far parte dell'British Indian Army il 1º ottobre 1918, e l'8 ottobre 1918 venne assegnato al 27th Punjabi. Successivamente venne trasferito al 67h Punjabi il 20 luglio 1919 e promosso al grado colonnello il 1º ottobre 1919. Prestò servizio nel Waziristan tra il 1921 ed il 1924 ed il 1º ottobre di questo stesso anno venne promosso al grado di capitano.

Tra il 1930 ed il 1931 frequentò lo staff college di Camberley e ottenne la promozione a  General Staff Officer il 5 febbraio 1933. Il 1º luglio 1935 ottenne il brevetto militare di maggiore.

Nell'agosto 1943 fece ritorno in India dove gli venne affidato il comando del 6º battaglione del 2nd Punjab Regiment, ma dopo sole sei settimane venne nominato Direttore delle Operazioni Militari all'interno dell'India Command con il grado di maggiore generale. Con lo scopo di ottenere esperienza operativa sul campo, accettò un temporaneo abbassamento di grado per nel luglio 1944 per ottenere il comando del 49th Indian Infantry Brigade, con la quale fu inviato in Indonesia nel bel mezzo della guerra d'indipendenza indonesiana con la missione di ritrovare e rimpatriare per mezzo di operazioni di evacuazione tutti i prigionieri di guerra giapponesi.

## L'arrivo a Surabaya e la morte
Il 25 ottobre 1945 a Surabaya a bordo della HMS Waveney, ed inviò il capitano Douglas MacDonald a contattare il comandante locale delle truppe indipendentiste indonesiane (Tentara Keamanan Rakyat), Moestopo, il quale dichiarò di non aver bisogno dei britannici per ripristinare l'ordine e la legalità all'interno della città. Per questo motivo Mallaby riuscì ad organizzare un nuovo incontro per il giorno successivo, 26 ottobre, nel quale Mallaby concordò con Moestopo che l'esercito del TKR avrebbe potuto conservare le armi ma che sarebbe stato necessario disarmare i civili e le milizie per evitare assalti contro i britannici. In quello stesso giorno, tuttavia, il Quartier Generale britannico distribuì in tutta la regione di Giava orientale e occidentale che ordinavano a tutti gli indonesiani di consegnare le armi entro le 48 ore. Il 27 ottobre 1945 un Douglas C-47 Dakota/Skytrain partì da Batavia e lanciò gli stessi volantini sulla città di Surabaya proprio nel momento in cui, a fronte del patto con Moestopo, i britannici sotto il comando di Mallaby avevano cominciato a posizionarsi in piccole unità nei punti strategici della città. Il lancio di volantini suscitò tra la popolazione e le milizie indonesiane un forte malcontento, che interpretarono i volantini come una volontà di non rispettare gli accordi tra Mallaby e Moestopo.

Il 28 ottobre 1945 i britannici iniziarono ad evacuare donne e bambini dal campo di Gubeng per condurli nelle caserme di Dharmo, ma vennero assaliti dalle truppe indonesiane, così come avvenne contro tutte le postazioni britanniche a Surabaya. I combattimenti continuarono per tutto il giorno successivo, le truppe del 49th Indian Infantry Brigade difesero le posizioni fino a quando non restarono senza munizioni, e vennero uccisi dalle truppe indonesiane. Quando il generale Philip Christison, comandante del South East Asia Command, venne a conoscenza dei combattimenti scoppiati a Surabaya, chiese al leader indipendentista e Presidente della Repubblica d'Indonesia Sukarno di intervenire. Il 29 ottobre 1945 Sukarno arrivò a Surabaya, si incontrò con Mallaby e giunsero ad un accordo per il cessate il fuoco, che venne diffuso anche via radio.

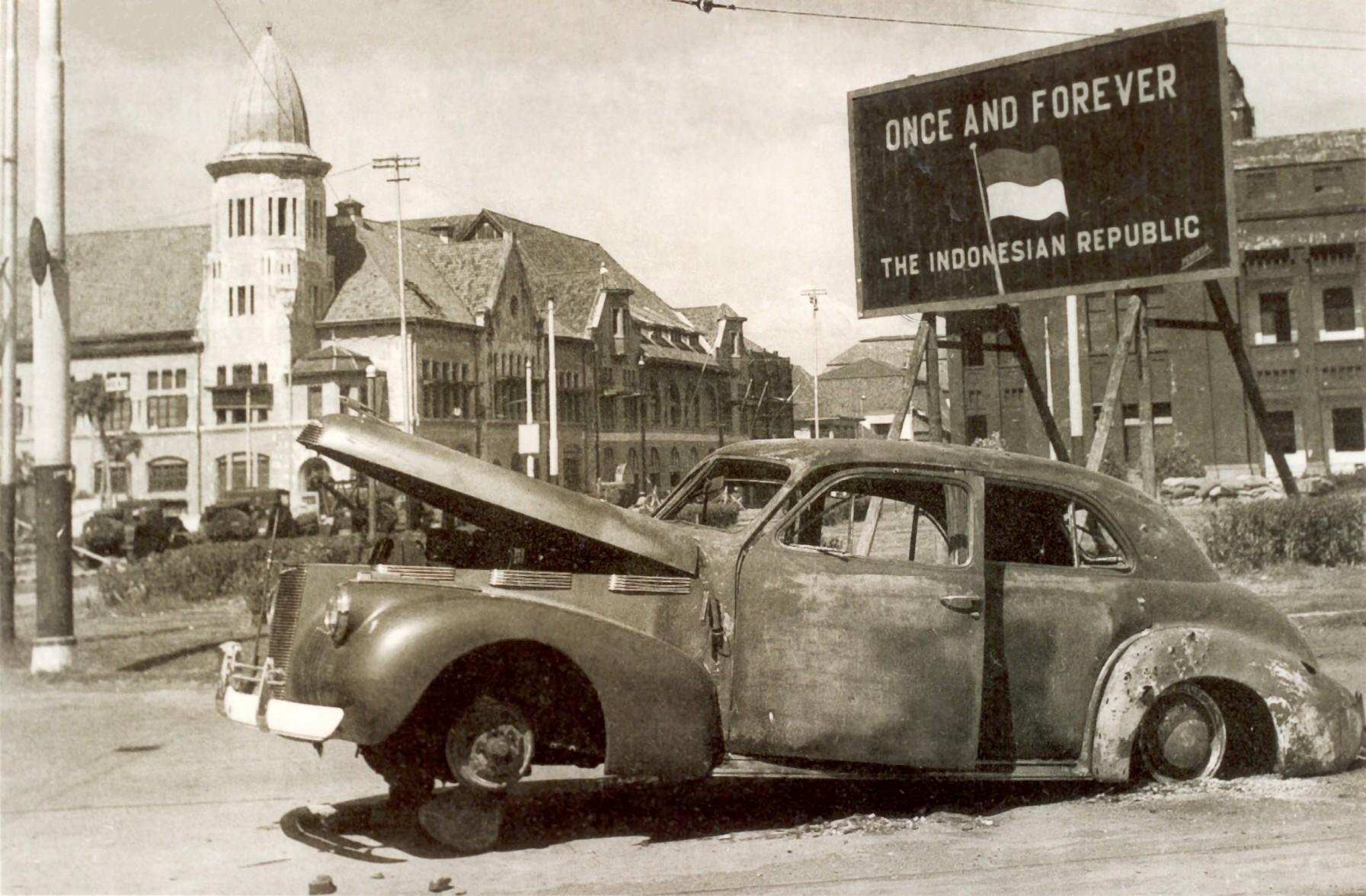
Foto della LaSalle che mostra la carcassa dell'auto sulla quale si trovava Mallaby

La sera del 30 ottobre 1945 Mallaby decise di recarsi con la sua auto presso la Square Bank per far rispettare il cessate il fuoco tra i miliziani indonesiani e i soldati britannici posti a difesa della International Bank, seguito da altre auto con a bordo alcuni leader "moderati" indonesiani. Quando il convoglio arrivò nella Square Bank venne circondato da una folla inferocita, che venne sedata dall'intervento degli indonesiani, i quali spiegarono loro che era stato raggiunto un accordo per porre fine alle ostilità. La folla replicò che avrebbero acconsentito a Mallaby ed al resto del convoglio di passare se i soldati nell'International Bank avessero deposto le armi. Ciò che avvenne successivamente non è chiaro e le ricostruzioni sono divergenti. Secondo alcune Mallaby si rifiutò di ordinare ai suoi soldati di deporre le armi, alcune invece sostengono che l'ordine venisse dato. Ciò che sembra concordante è che Mallaby e i due ufficiali rimasti con lui nell'auto vennero disarmati dalla folla quando i combattimenti intorno alla banca ricominciarono improvvisamente. Sulla morte di Mallaby esistono due versioni, una afferma che due uomini si avvicinarono all'auto dove era rimasto Mallaby ed uno di loro gli abbia sparato a freddo per poi fuggire tra la folla, la seconda versione afferma che sia morto per l'esplosione di una granata gettata da uno dei due uomini di scorta rimasti con lui per colpire gli uomini che avevano sparato a Mallaby e che finì per incendiare il serbatoio dell'auto. I due ufficiali, il capitano  T.L. Laughland ed il capitano Ronald C. Smith, riuscirono a sopravvivere gettandosi nel fiume Kali Mas.

## Onorificenze
- Ordine dell'Impero Britannico
- Ordine dell'Impero indiano